# Brevantennia pinkeri
Brevantennia pinkeri is een vlinder uit de familie zakjesdragers (Psychidae). De wetenschappelijke naam van deze soort is voor het eerst geldig gepubliceerd in 1964 door Sieder.
De soort komt voor in Europa.